# بحارة ولاد عياد (بحارة أولاد عياد)
بحارة ولاد عياد هي إحدى مشيخات المملكة المغربية، تتبع جغرافيا لإقليم القنيطرة وإداريًا لبحارة أولاد عياد. يقدر عدد سكانها بـ 7990 نسمة حسب الإحصاء الرسمي للسكان والسكنى لسنة 2004.